# أيفي وينتيرز
أيفي وينتيرز (بالإنجليزية: Ivy Winters) هو فنان أداء أمريكي، ولد في 5 أكتوبر 1986.

## روابط خارجية
- أيفي وينتيرز على موقع IMDb (الإنجليزية)
- أيفي وينتيرز على موقع ميوزك برينز (الإنجليزية)
- أيفي وينتيرز على موقع قاعدة بيانات الفيلم (الإنجليزية)